# Castillo de Lubart
El castillo de Lubart (en ucraniano: Замок Любарта; en polaco: Zamok Liubarta), también conocido como castillo de Lutsk (en ucraniano: Луцький замок; en polaco: Zamek w Łucku), es una fortificación ubicada sobre el río Styr, en la ciudad Lutsk del óblast de Volinia, Ucrania.
El castillo tuvo su origen en el siglo XIV como sede fortificada del hijo de Liubartas Gediminas (Lubart), el último gobernante del principado de Galicia-Volinia.
Este castillo es el lugar más emblemático de Lutsk. El otro castillo de la ciudad, construido por la familia Czartoryski a partir del siglo XIV, está hoy en estado de ruina.

## Historia

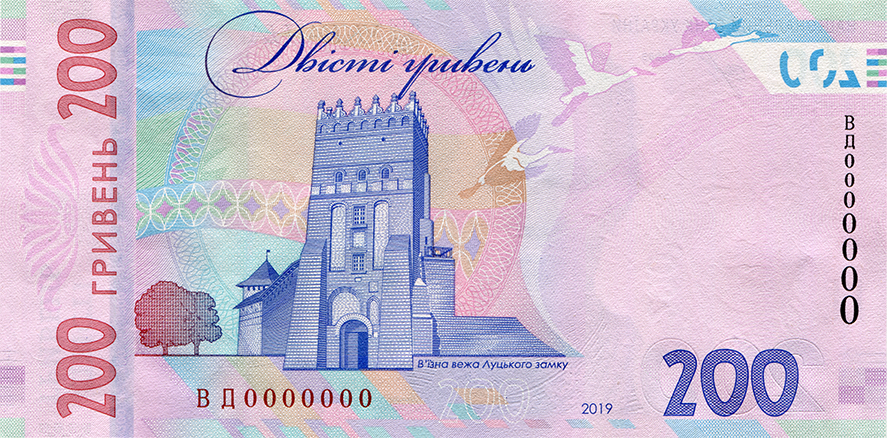
La torre del castillo en el reverso de un billete de 200 grivnias.

La ciudad de Luchesk en el Rus de Kiev tenía un muro de madera ya en 1075, cuando Boleslao II el Temerario la asedió durante seis meses. Yuri Dolgoruki no logró tomar Lutsk después de un asedio de seis semanas en 1149. En 1255, Kuremsa, nieto de jan Yochi, asaltó las murallas de Lutsk.
El castillo fue construido en su mayor parte en la década de 1340, aunque se utilizaron algunas partes de las murallas anteriores. Repelió los asedios de numerosos reyes, entre ellos Casimiro III de Polonia (1349), Jogaila (1431) y Segismundo I Kęstutaitis (1436). Fue allí donde tuvo lugar el congreso de Lutsk de 1429, a la que asistieron el emperador Segismundo, Basilio II de Moscú, Vladislao II de Polonia, Vitautas y el voivoda de Valaquia.
Durante la guerra civil rusa (1917-1920), Lutsk cambió de manos repetidamente. De 1921 a 1939 la ciudad formó parte de la Segunda República de Polonia. En marzo de 1921, Lutsk se convirtió en la capital del nuevo voivodato de Volinia. Después de la formación del voivodato, la ciudad fue inmediatamente reconstruida después de una grave destrucción militar. Durante la Segunda Guerra Mundial, la Wehrmacht encontró al tomar la ciudad el 28 de junio de 1941, más de mil personas asesinadas en el patio del castillo justo antes de la retirada rusa, utilizado como prisión por el NKVD desde su anexión a la URSS dos años antes. La casi totalidad eran ucranianos y polacos, mujeres y niños incluidos, así como varios prisioneros alemanes. El 2 de julio de 1941, aproximadamente 1160 judíos fueron asesinados dentro de los muros del castillo.
El complejo del castillo ha sido restaurado desde 1977. El lugar ha sido convertido en una atracción turística y alberga un museo del libro (que trata sobre la historia de la imprenta), así como un museo de campanas en la antigua torre del obispo. La tercera torre, la llamada torre de Styr, servía como archivo, en el sótano se encontraba la prisión del castillo. En 2011, según los resultados de la campaña “Siete maravillas de Ucrania”, el castillo de Lubart ocupó el primer lugar.

## Arquitectura
El castillo de Lubart en su conjunto tiene una planta de triángulo equilátero con lados abombados, en la parte superior hay torres separadas entre sí por unos 100 m, la altura de los muros es de unos 12 m por encima del pozo. El espesor alcanza hasta 3 m, la parte superior tiene un espesor de 0,8 m. En total se utilizaron para el castillo hasta 5 millones de ladrillos. Durante los seis siglos de su existencia, el nivel del suelo del patio del castillo se elevó aproximadamente 3,8 m. Los muros y torres están construidos en sistema de mampostería gótica. Los tamaños de los ladrillos varían según la época de construcción en la que se utilizaron. Hay galerías de batalla con aspilleras en las paredes. Las paredes a veces están cubiertas con un techo de tejas.